# Pas Peres
Pas Peres (persiska: پِسپِرِس, پس پرس) är en ort i Iran.   Den ligger i provinsen Mazandaran, i den norra delen av landet, 90 km nordost om huvudstaden Teheran. Pas Peres ligger 1 837 meter över havet och antalet invånare är 107.
Terrängen runt Pas Peres är kuperad åt nordväst, men åt sydost är den bergig. Runt Pas Peres är det ganska glesbefolkat, med 39 invånare per kvadratkilometer. Närmaste större samhälle är Varāzān, 12,0 km sydväst om Pas Peres. I omgivningarna runt Pas Peres växer i huvudsak blandskog.